# Le Retour du dragon
Pour plus de détails, voir Fiche technique et Distribution.
Le Retour du dragon (titre original : The Green Hornet) est un film américain de William Beaudine, Norman Foster et Darrel Hallenbeck sorti en 1974.
Il est une composition de trois épisodes de la série Le Frelon vert (1966-1967).

## Synopsis
Spécialiste en arts martiaux, Kato est le chauffeur d'une voiture truffée de gadgets, au service de Britt Reid, éditeur du Daily Sentinel. En secret, Reid et Kato portent des masques pour combattre le crime. Reid devient ainsi le Frelon vert et mènent ainsi la vie dure aux criminels...

## Fiche technique
- Titre original : The Green Hornet
- Réalisation : William Beaudine, Norman Foster et Darrell Hallenbeck
- Scénario : Jerry Thomas, Arthur Weingarten, Ken Pettus et Charles Hofman d'après une histoire de Charles Hofman et les personnages créés par Fran Striker (non crédité)
- Directeur de la photographie : Carl Guthrie
- Montage : Marco Joachim (non crédité)
- Musique : Billy May
- Production : Richard M. Bluel, Stanley Shpetner et Laurance Joachim (non crédité)
- Genre : Film policier, Film d'action, Film de science-fiction
- Pays :  États-Unis
- Durée : 90 minutes
- Date de sortie :
  - États-Unis : octobre 1974
  - France : 13 août 1975

## Distribution
- Bruce Lee (VF : Bernard Murat) : Kato (Bruce en VF)
- Van Williams (VF : Pierre Hatet) : Britt Reid / le Frelon vert
- Wende Wagner (VF : Béatrice Delfe) : Lenore Case (Casey en VF)
- Lloyd Gough (VF : Jean-Claude Michel) : Mike Axford
- Walter Brooke (VF : René Arrieu) : Frank Scanlon
- Charles Bateman (VF : Jacques Thébault) : Quentin Crane
- Robert Strauss (VF : Philippe Dumat) : Bud Crocker
- Mako (VF : Michel Bedetti) : Low Sing
- Tom Drake (VF : Michel Gatineau) : Duke Slate
- Larry D. Mann (VF : Louis Arbessier) : Dr Eric Mabouse (Maboul en VF)
- Linda Gaye Scott (VF : Sylvie Feit) : Vama
- Geoffrey Horne : Peter Eden
- Hal Yamanouchi (VF : Jacques Chevalier) : Jimmy Kee
- Lang Yun (VF : Sylvie Feit) : Mary Chang
- Allen Jung : Wing Ho
- Gary Owens (VF : Albert Augier) : le journaliste TV
- Arthur Batanides (VF : Sady Rebbot) : Shugo
- Christopher Dark (VF : Jacques Richard) : Martin
- Frank Gerstle (VF : Pierre Collet) : Mel Hurk (Hurks en VF)
- Rand Brooks (VF : Michel Gudin) : Conway
- Douglas Evans (VF : Pierre Leproux) : Leland Stone
- Bill Walker (VF : Sady Rebbot) : le serveur du club des explorateurs
- Frank Babich (VF : Bernard Musson) : le sergent de l'armée de l'air

## Commentaires
- Ce film est le premier à regrouper des épisodes du Frelon vert (Les Chasseurs et les chassés ; L'Abominable Docteur Maboul, parties 1 et 2 et La Mante religieuse) sous forme de long-métrage, avant La Revanche du Frelon vert (1976), une occasion d'exploiter la popularité de Bruce Lee (mort en juillet 1973), devenu une immense star au cinéma en 1971, soit quatre ans après l'arrêt de la série. Seul le premier film est sorti en France.
- Tout comme pour La Fureur du dragon, le distributeur français (René Château) a fait en sorte que Bruce Lee garde son véritable nom à la place de celui de son personnage (Kato). Par ailleurs, il s'agît de la première distribution du Frelon vert en France, la série originale n'ayant été diffusée sur les petits écrans français que plus tard, en 1986.